# HTC Breeze
HTC Breeze，原廠型號HTC MTeoR，是台灣宏達電公司所推出的智慧型手機，是全球第一臺搭載微軟Windows Mobile 5.0作業系統的3G手機，内置行動條碼辨識軟體。2006年7月於亞洲首度發表。客製版本HTC S350，HTC MTeoR，Qtek 8600，Dopod 595，Orange SPV C700，i-mate SP JAS，Swisscom XPA v1405。

## 技術規格
- 處理器：Samsung SC32442 300MHz
- 作業系統：Windows Mobile 5.0 SmartPhone Edition
- 記憶體：ROM：128MB，RAM：64MB
- 尺寸：112.4 毫米 X 49 毫米 X 14.8 毫米
- 重量：120g（含電池）
- 功能按鍵：5向導航鍵、免預錄聲控撥號鍵、Pocket IE 快速鍵、相機鍵、3向滾輪、長按通話鍵為擴音、長按掛斷鍵為鍵盤鎖
- 螢幕：QVGA 解析度、2.2 吋 TFT-LCD 螢幕
- 網路：GSM/GPRS/EDGE/WCDMA/HSDPA
- 藍牙：Bluetooth 2.0
- 相機：130萬畫素相機
- 電池：1190mAh充電式鋰或鋰聚合物電池

## 外部連結
- HTC MTeoR 概觀
- HTC MTeoR 技術規格